# 三江县站
三江县站是位于中华人民共和国广西壮族自治区柳州市三江侗族自治县古宜镇的一个铁路车站，建于1979年，有焦柳铁路经过该站，现仅办理货运业务。车站距离月山站1418公里，隶属南宁局集团，是三等站。